# Alexander Randall (Politiker)
Alexander Randall (* 3. Januar 1803 in Annapolis, Maryland; † 21. November 1881 ebenda) war ein US-amerikanischer Politiker. Zwischen 1841 und 1843 vertrat er den Bundesstaat Maryland im US-Repräsentantenhaus.

## Werdegang
Alexander Randall genoss zunächst eine private Schulausbildung und absolvierte danach im Jahr 1822 das St. John’s College in Annapolis. Nach einem anschließenden Jurastudium und seiner Zulassung als Rechtsanwalt begann er ab 1824 in Annapolis in diesem Beruf zu arbeiten. Später schlug er auch eine politische Laufbahn ein. Er schloss sich der 1835 gegründeten Whig Party an.
Bei den Kongresswahlen des Jahres 1840 wurde Randall im vierten Wahlbezirk von Maryland in das US-Repräsentantenhaus in Washington, D.C. gewählt, wo er am 4. März 1841 sein neues Mandat antrat. Da er im Jahr 1842 auf eine erneute Kandidatur verzichtete, konnte er bis zum 3. März 1843 nur eine Legislaturperiode im Kongress absolvieren. Diese Zeit war von den Spannungen zwischen Präsident John Tyler und den Whigs geprägt. Außerdem wurde damals bereits über eine mögliche Annexion der seit 1836 von Mexiko unabhängigen Republik Texas diskutiert.
Nach dem Ende seiner Zeit im US-Repräsentantenhaus praktizierte Alexander Randall wieder als Anwalt. Außerdem stieg er in das Bankengewerbe ein. Zwischen 1844 und 1848 war er Revisor des High Court of Chancery von Maryland. Im Jahr 1850 nahm er als Delegierter an einer Versammlung zur Überarbeitung der Staatsverfassung teil. Von 1864 bis 1868 fungierte Randall als Attorney General seines Heimatstaates. Er starb am 21. November 1881 in Annapolis, wo er auch beigesetzt wurde.